# 팔달초등학교
팔달초등학교는 대한민국 경기도 수원시 팔달구에 있는 공립 초등학교이다.

## 학교 연혁
- 2004. 09. 01 팔달초등학교 개교(13학급 515명)
- 2004. 09. 01 초대 김진호 교장 부임